# Анфемунт
Анфемунт, Антемунт или Анфем (др.-греч. Ἀνθεμοῦς, др.-греч. Ἀνθεμοῦντος) — античный город в Древней Македонии.
Впервые упомянут в «Истории» Геродота. Когда в 510 году до н. э. жители Афин изгнали тирана Гиппия, то, согласно Геродоту, «царь [Македонии] Аминта предложил ему в дар город Анфемунт», от которого тот отказался.
Область Анфемунт упоминает Фукидид. Согласно данному историку её разорили войска Ситалка во время войны с Пердиккой II в 429 году до н. э.
Город Анфемунт с расположенной рядом областью были предметом споров между македонскими царями и эвбейской колонией Олинф. В 357—356 годах до н. э. Филипп II Македонский передал Анфемунт Олинфу, чтобы заручиться его поддержкой в войне с Афинами. Впрочем, через несколько лет Филипп захватил Олинф и Амфемунт вновь перешёл под контроль македонских царей.
Арриан упоминает конный отряд анфемусийцев под командованием Пероида во время битвы при Иссе. Анфемунт среди других городов Македонии упоминают Плиний Старший и Стефан Византийский.
По современным оценкам Анфемунт находился на территории современной Галатисты в диме Полийирос полуострова  Халкидики. Одноимённая река сейчас носит название Василикотикос.